# Csufut-Kale
Csufut-Kale (ukránul: Чуфут-Кале, krími tatárul: Çufut Qale, héberül: קלעה) középkori erődváros a jogilag Ukrajnához tartozó, orosz megszállás alatt álló Krím félszigeten. Körülbelül 2,5 km-re keletre található Bahcsiszeráj városától, a Krími Tatár Kánság egykori fővárosától. Neve a krími tatár nyelvből származik, jelentése zsidó erőd (çufut - zsidó, qale - erőd). Az erődváros évszázadokon át a krími karaiták központjaként szolgált.

## Névváltozatok
- Чуфут-Кале (átírva Csufut-Kale) formában kerül említésre a szovjet tudományos irodalomban, valamint a 19. század második felétől a posztszovjet korszakig terjedő karaita szerzők orosz nyelvű műveiben, köztük Szeraja Sapszal publikációiban;[2]
- a Джуфт Кале (Dzsuft Kale) formát a modern krími karaita vezetők használják, azzal érvelve, hogy ez a város eredeti neve, amely a török kettős erőd kifejezésből származik, de az idő múlásával helytelen, de könnyebben kiejthető névvé vált, és Csufut-Kale (Чуфут Кале) vagy Csuft-Kale (Чуфт Кале); formában terjedt el;[3]
- Qırq Yer, Qırq Or, Kyrk-Or, Gevher Kermen Çufut-Qale, Çıfut-Qalesi, valamint Orda-i muazzam Kirkyir voltak az erőd tatár nevei a Krími Tatár Kánság idején;[4]
- A karaiták gyakran csak Kala (קלעה, кала), azaz erőd néven hivatkoznak rá;
- Sela Yuhudim (Hebrew: סלע יהודים), azaz a zsidók sziklája volt a megnevezése a 19. század első feléig a karaita szakirodalomban;[5]
- Sela ha-Karaim (סלע הקראים), azaz a karaiták sziklájaként nevezik a krími karaiták a 19. század második fele óta.

## Története
A kutatók véleménye nem egységes a város létrejöttének idejével kapcsolatban. A város valószínűleg egy erődített település volt az 5. vagy a 6. században a Bizánci Birodalom perifériáján. Mások azon a véleményen vannak, hogy az erődített települést a 10-11. században alapították. Történelmének korai szakaszában főleg alánok lakták, akik a Krímbe  a Kr. e. 2. századtól kezdtek behatolni. A Krím hegyvidékén letelepedve az alánok felvették a kereszténységet. Írásos forrásokban a barlangvárost a 13. században említik Kyrk-Or (negyven erődítmény) néven, ez az elnevezés egészen a 17. század közepéig megmaradt. 1299-ben Nogaj kán tatár hordái rajtaütöttek a félszigeten. Kyrk-Ort ezután bizánci katonákkal erősítették meg. A jól védhető erőd ellenállt a tatárok közvetlen rohamainak, akik aztán három napon és éjszakán át hangos muzsikával zavarták a védőket. A negyedik reggel a védők már túlságosan kimerültek voltak ahhoz, hogy egy újabb támadást visszaverjenek, és a legtöbbjüket lemészárolták. Miután a várost elfoglalták, a tatárok itt helyezték el helyőrségüket. A 15. század fordulóján a tatárok karaita kézműveseket telepítették az erődítmények keleti vonala elé, akik egy második védőfalat építettek településük védelmére, így jött létre a saját városrészük. 
A 15. században I. Háddzsi Giráj krími kán felismerve az erőd előnyeit, a város régi részeit megerősített rezidenciájává alakíttatta át. Az Arany Horda veresége után a Krími Kánság jelentősen megerősödött. Kyrk-Or mint erődítmény jelentősége csökkent, és I. Mengli Giráj krími kán fővárosát Bahcsiszerájba költöztette. Az óváros Bahcsiszeráj fellegváraként szolgált és az arisztokrata foglyok fogvatartásának helye maradt, és mindvégig közvetlenül a kán irányítása alá tartozott. A 17. század közepén a tatárok elhagyták Kyrk-Ort. Csak a karaiták és számos krimcsak család maradt ott a kánság más városaiban érvényes zsidóellenes korlátozások miatt. A tatárok a karaitákat zsidóknak tekintették, ezért a város fokozatosan elnyerte Csufut-Kale nevét, ami törökül a negatív és megvető jelentéssel bíró zsidó erődöt jelentett.
A Krím 18. század végi meghódítását és az Orosz Birodalomba való felvételét követően az erőd lakói a félsziget bármely részén élhettek. Ettől kezdve Csufut-Kale elhagyatottá vált. A 19. század közepére a város kiürült. A különleges hangulatú helyre 1886-ban a cári család is ellátogatott.

## Legendák
A helyről több legenda szól. Az egyik szerint azért nevezték Qırq Yernek, mert I. Mengli Giráj krími kán vagy Toktamis kán, az Arany horda vezetője a város alapítójaként negyven karaita családot telepített ide, és tiszteletükre nevezték el a várost a negyven hely jelentésű Qırq Yernek.
Egy másik legenda, amelyet a karaiták népszerűsítettek szektájuk ókori eredetének bemutatása érdekében, azt mondja, hogy a karaitákat az első száműzetés idején telepítették ide Perzsiából. A város korai betelepülői nagy hatást gyakoroltak szomszédaikra, a kazárokra. Abraham ben Szamuel Firkovics hakam, aki nagyon ügyesen hamisította az epitáfiumokat és kéziratokat, úgy tett, mintha feltárta volna a közös korszak 6. évéből származó Csufut-Kale-i sírkövek temetőjét, és felfedezte Sangari sírját, amelyet még mindig bemutatnak a karaiták a turistáknak. Harkavy szerint azonban nem látható 1203-nál korábbi sírfelirat a város temetőjében, amelyet a jeruzsálemi után Jósafát völgyének neveznek, a síremlékek pedig nem a karaitáké, hanem a krimcsák nevű régi rabbinita telepeseké. Az erőd ezektől függetlenül azonban már a 7. században létezett, Abu l-Fidá a már említett Qırq Yer néven említi.

## Galéria

Az erődítmény és a város alaprajza
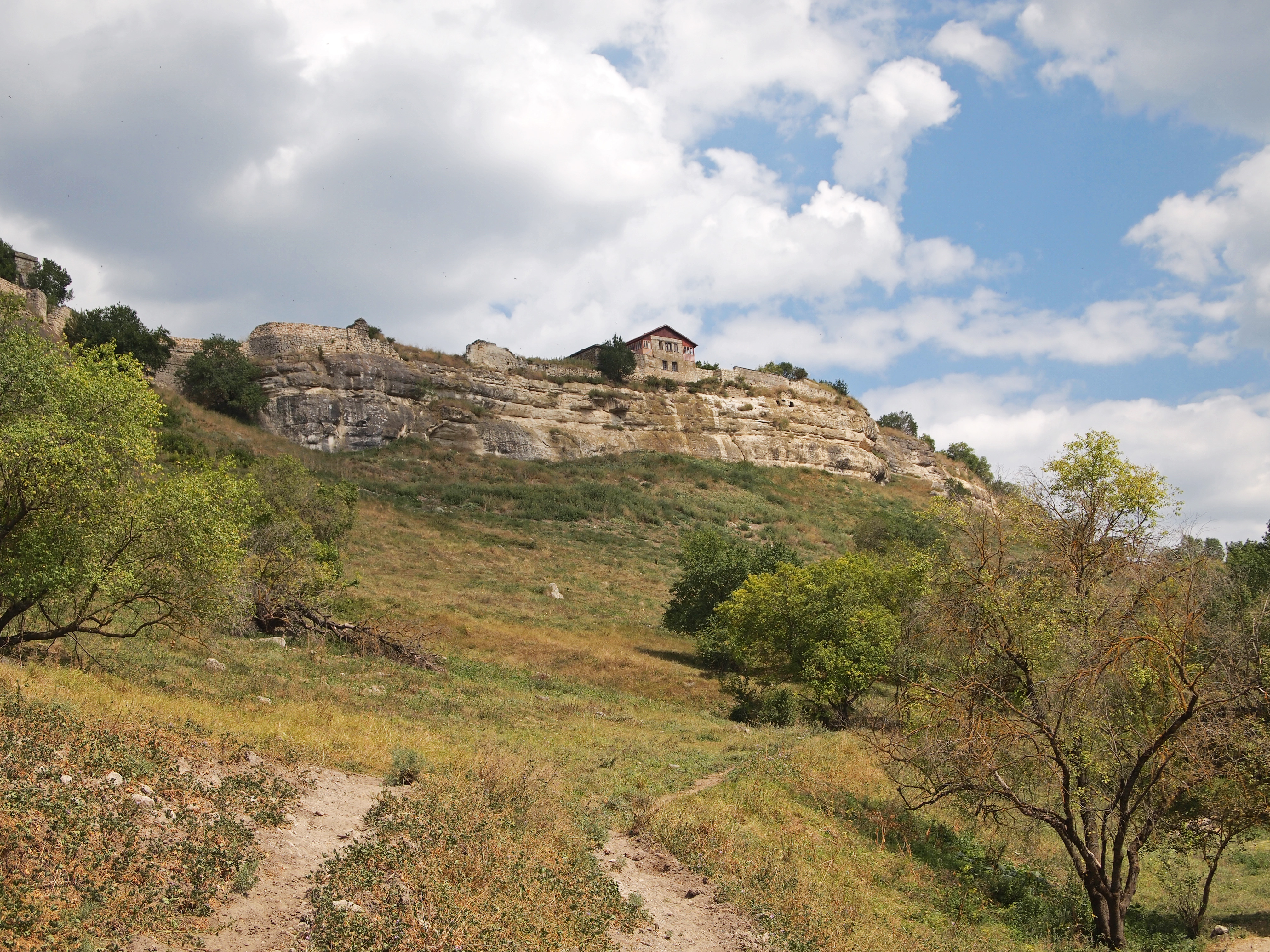
Csufut-Kale a völgy felől
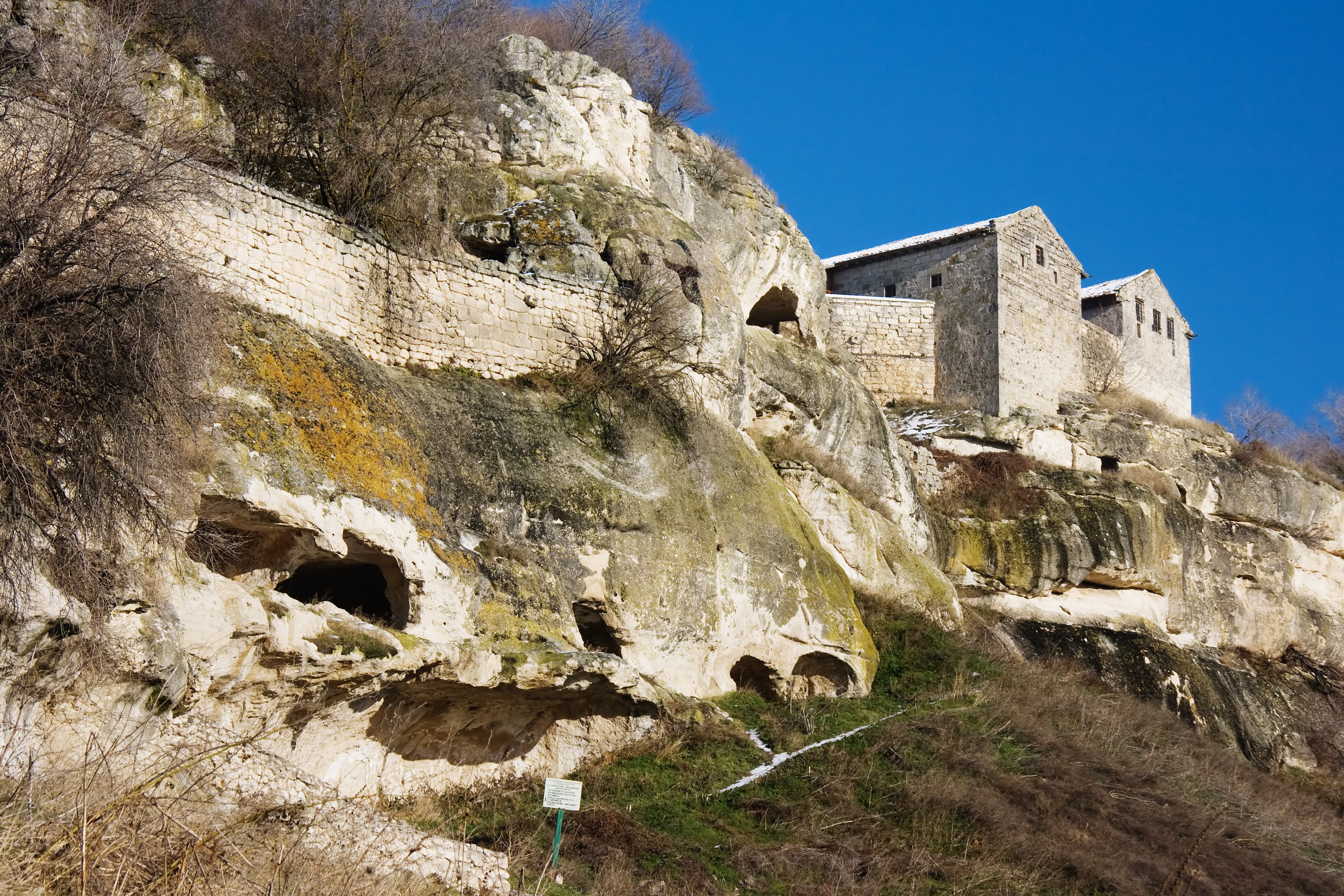
Az erőd és a kenesák a sziklafal aljáról nézve
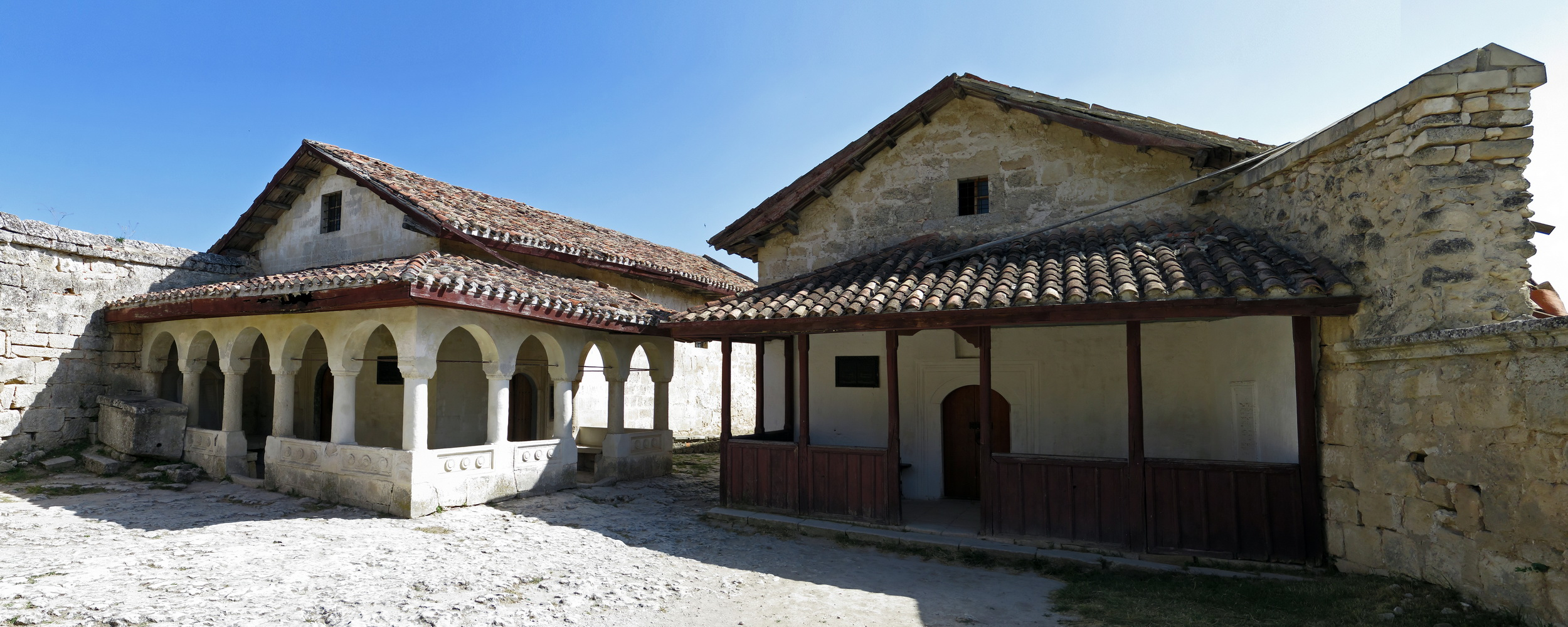
Két kenesa, azaz karaita zsinagóga
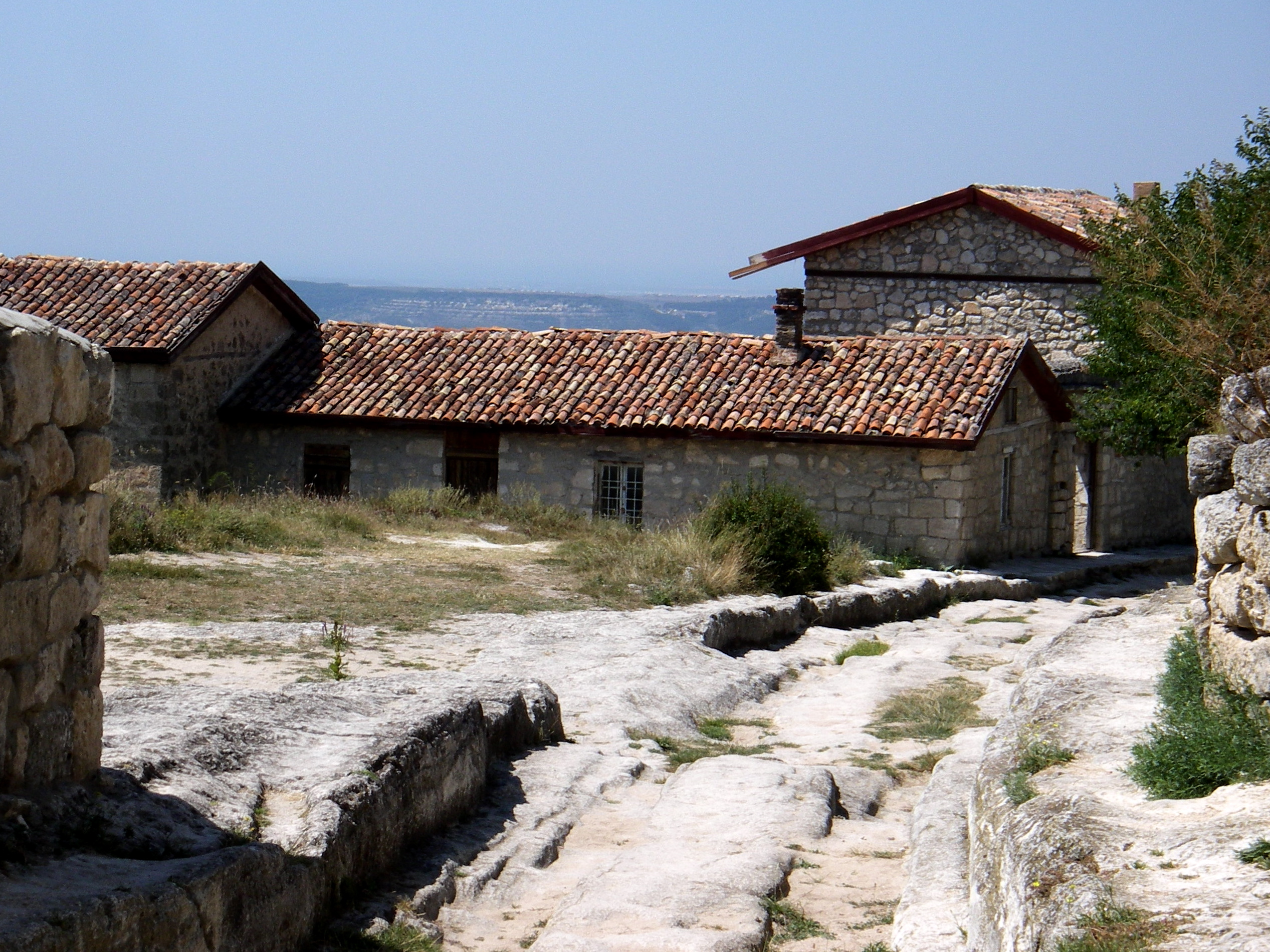
Hagyományos épületek
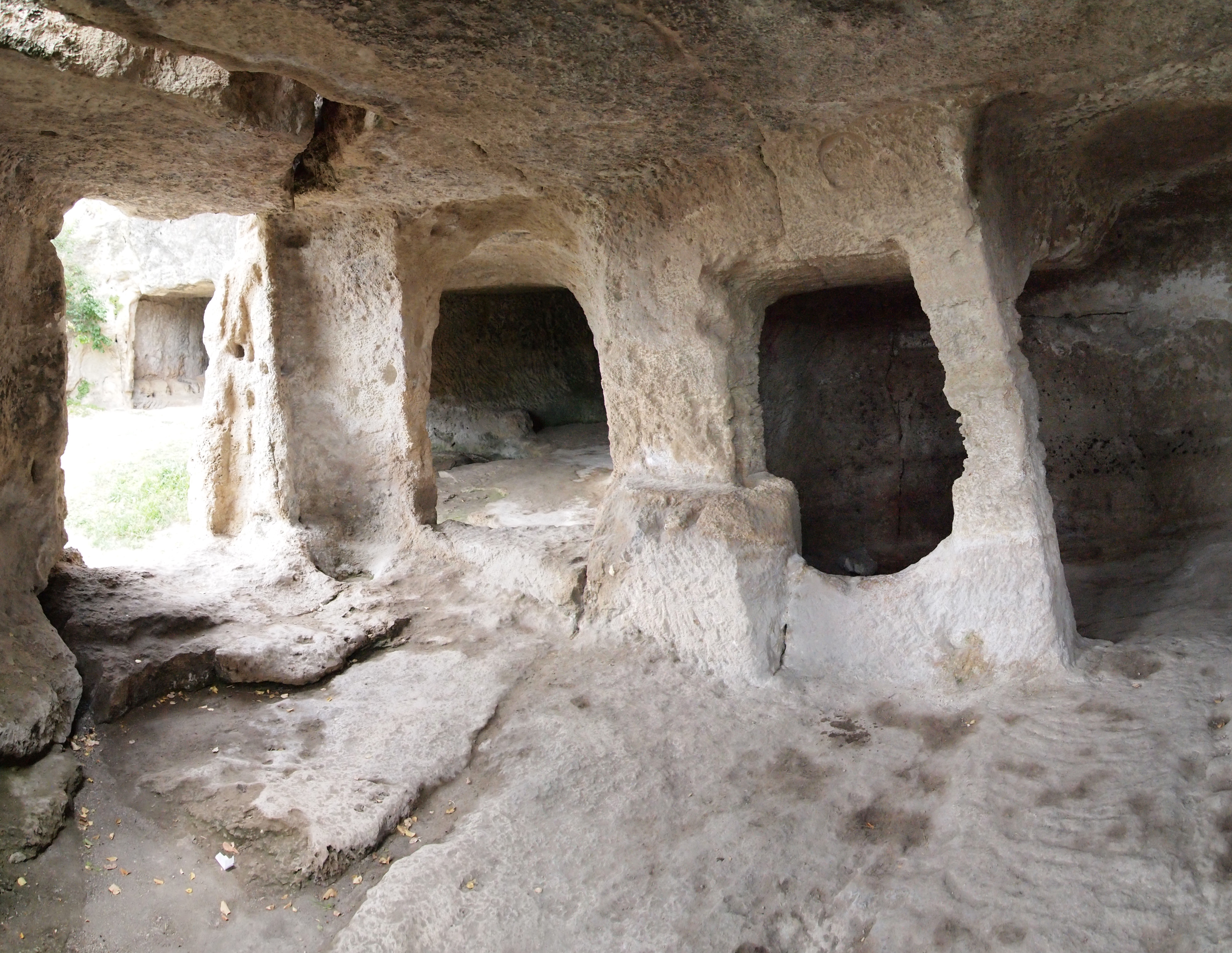
A barlangok belseje
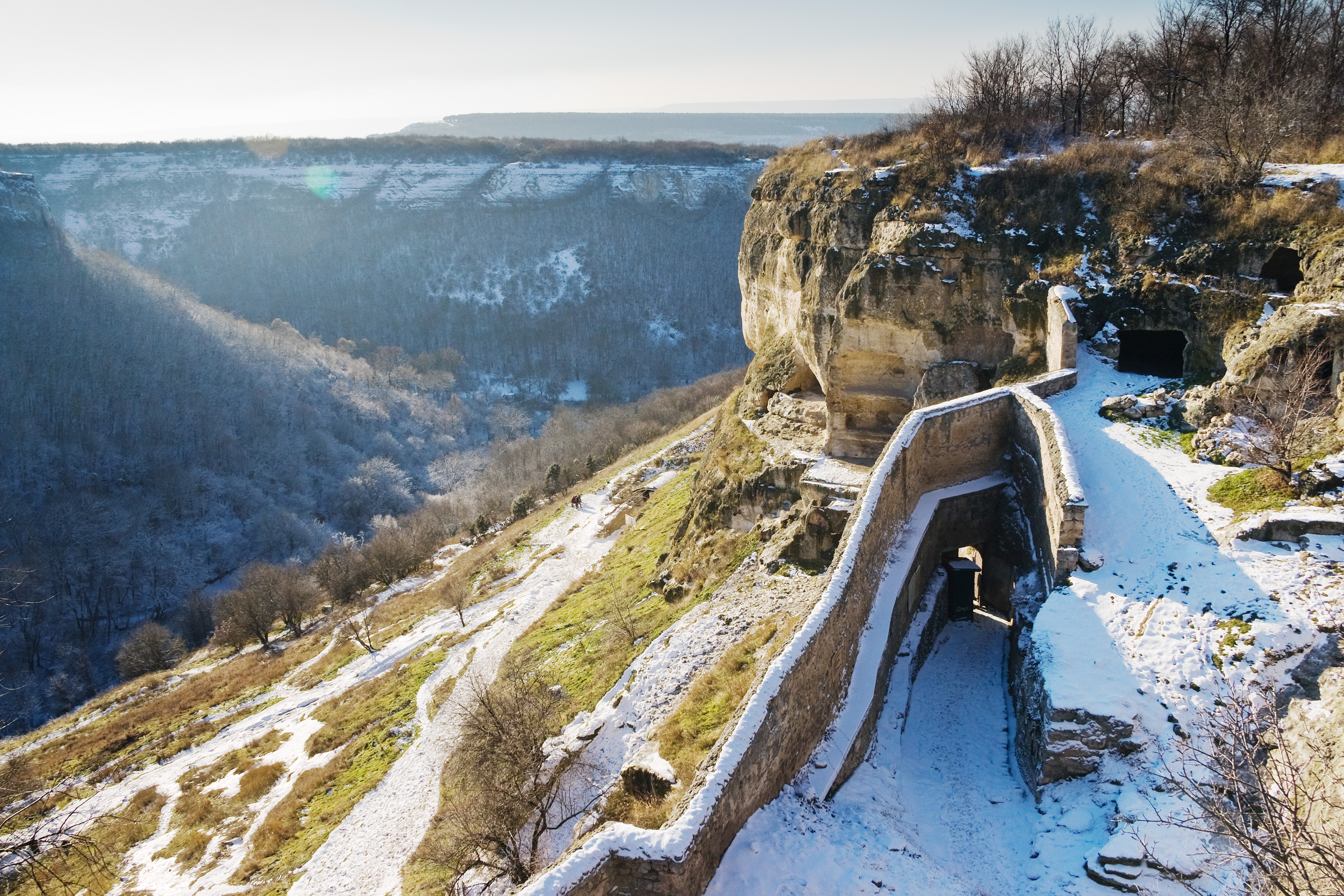
Kilátás a vár tetejéről
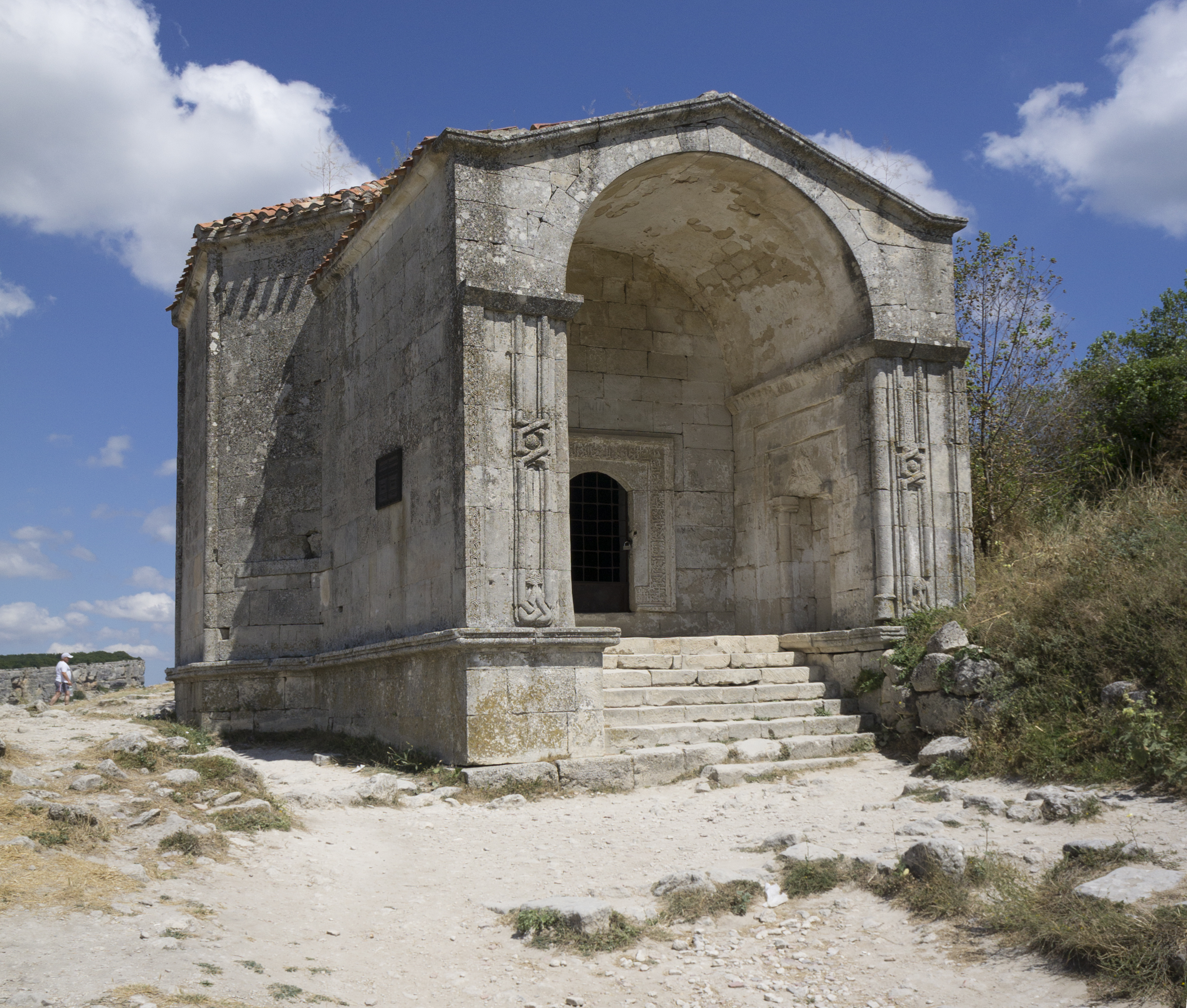
Toktamis kán lányának türbéje
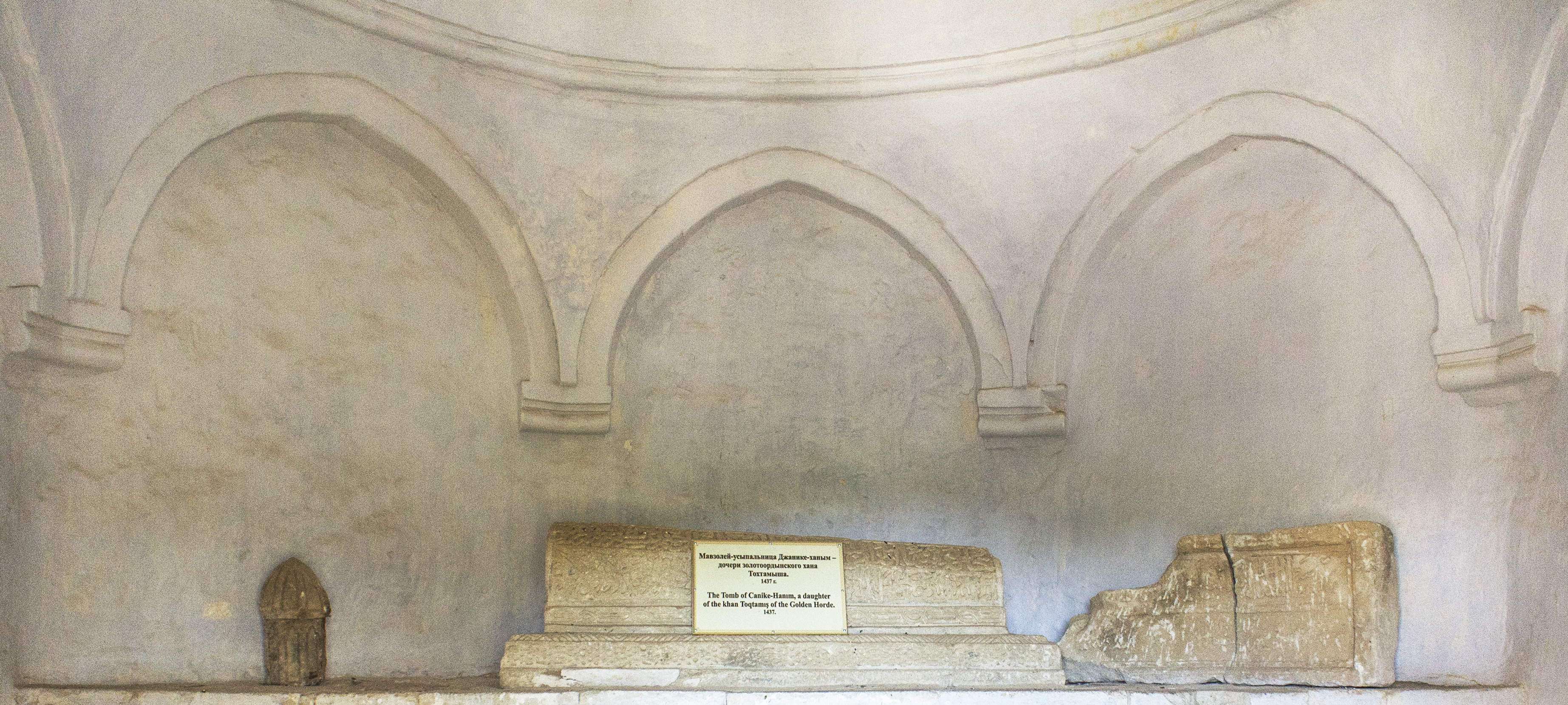
A türbe belseje

## Fordítás
- Ez a szócikk részben vagy egészben  a   Chufut-Kale című angol Wikipédia-szócikk ezen változatának fordításán alapul.  Az eredeti cikk szerkesztőit annak laptörténete sorolja fel. Ez a jelzés csupán a megfogalmazás eredetét és a szerzői jogokat jelzi, nem szolgál a cikkben szereplő információk forrásmegjelöléseként.